# Intruso
Intruso és una pel·lícula espanyola dirigida per Vicente Aranda en 1993. Comptava amb un pressupost de 300 milions de pessetes, d'ells 60 aportats per Antena 3 i va participar al Festival Internacional de Cinema de Toronto. Va servir perquè Victoria Abril debutés als Estats Units.

## Argument
Ramiro (Antonio Valero), Ángel (Imanol Arias) i Luisa (Victoria Abril) són tres amics que es van conèixer sent nens. Trenta anys després, en 1990, es retroben a Santander formant un triangle amorós.

## Repartiment
- Imanol Arias -Ángel
- Victoria Abril - Luisa
- Antonio Valero - Ramiro
- Alicia Rozas - Ángela
- Carlos Moreno - Ramirín
- Rebeca Roizo - Luisa de nena
- Naím Thomas Mansilla - Ángel de nen
- Alejandro Sánchez as Ramiro de nen
- Alicia Agut . Juliana

## Candidatures
VIII Premis Goya
| Categoria                 | Persona              | Resultat  |
| ------------------------- | -------------------- | --------- |
| Millor pel·lícula         | Millor pel·lícula    | Candidata |
| Millor director           | Vicente Aranda       | Candidat  |
| Millor actor protagonista | Imanol Arias         | Candidat  |
| Millor música original    | José Nieto           | Candidat  |
| Millor muntatge           | Teresa Font Guiteras | Candidata |